# Ipó László (geológus)
Ipó László (Székelykeresztúr, 1939. január 10. – Budapest, 2014. augusztus 10.) erdélyi magyar geológus és szakíró. Id. Ipó László festőművész fia.

## Életútja
Középiskoláit Székelykeresztúron, az Orbán Balázs Gimnáziumban végezte (1956), a Babeș–Bolyai Tudományegyetemen geológia–földrajz szakon szerzett diplomát (1965). Pályáját a marosvásárhelyi Talajvizsgáló Intézetnél kezdte; 1968-ban Bányai János geológus meghívására a Székelyudvarhelyi Múzeumhoz került s a természettudományi részleget vezette. Kezdeményezésére jött létre az ásványvizek, gyógylápok és gázömlések kutatásával foglalkozó laboratórium és a Székelyudvarhely melletti Szejke fürdőn lévő mofetta, mely akkoriban Európa szerte kuriózumnak számított abban a tekintetben, hogy csappal működött. 1972-től Csíkszeredában, 1977-től Marosvásárhelyen a Vízföldtani Kutatócsoport vezetője 1987-es nyugdíjazásáig. Nyugdíjasként is bent maradt a kulturális közéletben, környezetvédelmi, honismereti stb. előadásokat tartott, hűségesen gondozta festő édesapja hagyatékát, ő az Ipó László Alapítvány megalapítója ( 1994), majd elnöke, 2014-ben bekövetkezett haláláig.
Első írását a Hargita közölte (1969), e lap külső munkatársa. A természet- és környezetvédelem, hon- és helyismeret, valamint földtudományok tárgyköréből vett – főleg a borvizeket, sósfürdőket; gyógylápokat és gyógyiszapokat ismertető – publicisztikai írásai az Új Élet, A Hét, Előre, Megyei Tükör hasábjain, tudományos igényű dolgozatai pedig a Csíkszeredában kiadott Hargita Kalendárium (1971), Hargita megye útikönyve (1973), Hargita megye természetes gyógytényezői (1974) és A székelykeresztúri múzeum emlékkönyve (1974) című kötetekben szerepeltek. Két forgatókönyvet szerzett a Román Televízió magyar adása számára mesteréről, Bányai Jánosról és tudományos hagyatékáról (1970, 1972).

## Díjak, elismerések
- Dr. Aszalós János Emlékalapítvány díja (2004)[2]